# Manuela Kasper-Claridge

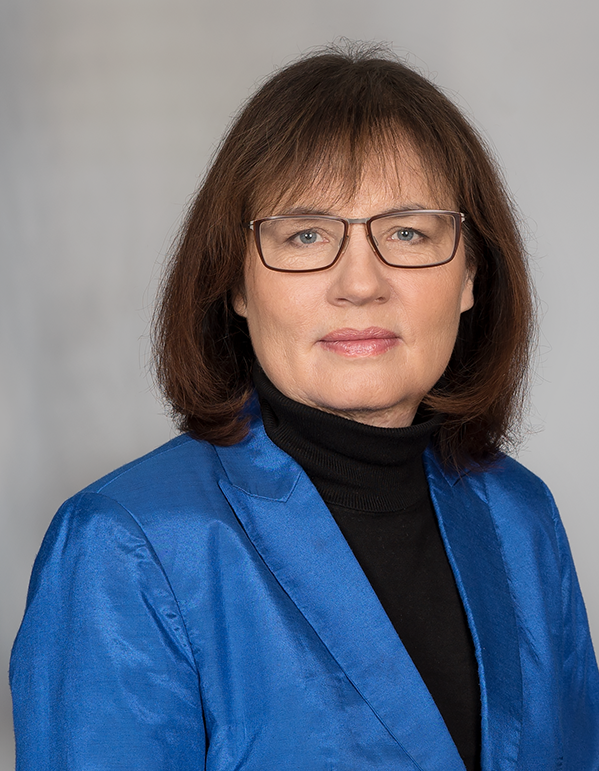
Manuela Kasper-Claridge (2019)

Manuela Kasper-Claridge (geb. Kasper; * 26. Oktober 1959 in Berlin) ist eine deutsche Journalistin. Seit dem 1. Mai 2020 ist sie die Chefredakteurin der Deutschen Welle (DW) mit den Standorten Berlin und Bonn.

## Ausbildung und Karriere
Nach dem Abitur studierte Manuela Kasper-Claridge von 1979 bis 1984 Volkswirtschaft und Soziologie an der Freien Universität Berlin und schloss den Studiengang 1984 mit Diplom ab. Anschließend folgte von 1985 bis 1986 ein Volontariat beim Sender Freies Berlin (SFB). Kasper-Claridge arbeitete bis 1988 als Trainerin für Fernsehredakteure und Regisseure. Danach wurde sie Redakteurin bei RIAS-TV. Schwerpunkte der Berichterstattung waren die Wiedervereinigung Deutschlands sowie Mittel- und Osteuropa. Zeitweise lebte und arbeitete Manuela Kasper-Claridge in Washington D.C., USA.

## Beruflicher Werdegang DW
Kasper-Claridge begann ihre Karriere bei der Deutschen Welle 1992, als Reporterin und Produzentin für Reportagen und Dokumentationen über Europa, USA und Asien. Sechs Jahre später wurde sie Leiterin der Wirtschaftsredaktion, der 2001 noch das Ressort Wissenschaft zugeordnet wurde. Ab 2014 leitete sie die neu geschaffene Hauptabteilung Wirtschaft, Wissenschaft und Umwelt.
Im Mai 2020 wurde Kasper-Claridge zur Chefredakteurin der DW ernannt. Im selben Monat startete sie eine Diversitätsinitiative und erweiterte die Chefredaktion um fünf Kolleginnen und Kollegen, die die kulturelle und journalistische Diversität der DW repräsentieren. Sie beraten und unterstützen die Chefredakteurin und sind Ansprechpersonen für alle Mitarbeitende.
Aus Anlass der Corona-Pandemie initiierte sie das mehrsprachige TV-Format COVID-19 Special, das sich mit den wissenschaftlichen, gesellschaftlichen und wirtschaftlichen Auswirkungen der globalen Pandemie befasste. Es wurde von zahlreichen Sendern weltweit übernommen und adaptiert.
Im Vorfeld der Bundestagswahl 2021 führte sie Interviews mit dem aktuellen Bundeskanzler Olaf Scholz und Bundesfinanzminister Christian Lindner.
Als Chefredakteurin nimmt sie regelmäßig an internationalen Veranstaltungen teil, u. a. dem Weltwirtschaftsforum in Davos und Women Political Leaders in Reykjavik.
Zum Jahresbeginn 2026 tritt sie in den Ruhestand ein. Als Chefredakteur folgt ihr Mathias Stamm nach.

### Projekte, Kooperationen und Mitgliedschaften
Für das Wissenschaftsmagazin „Projekt Zukunft/Tomorrow Today“ von DW-TV verantwortete Manuela Kasper-Claridge die Reihe „Kluge Köpfe – Junge Wissenschaftler in Deutschland“. Im April 2008 startete sie das neue Globalisierungsmagazin „Global 3000“. Kooperationspartner sind die Vereinten Nationen.
Ende 2009 startete Manuela Kasper-Claridge ein multimediales Klimaprojekt für die Deutsche Welle. „Global Ideas“ stellt weltweit Klimaschutzprojekte mit Best Practice-Charakter vor. Das Projekt wird von der Internationalen Klimaschutzinitiative unterstützt. Seit 2009 ist so die weltweit größte mehrsprachige und multimediale Klimaschutzplattform entstanden. Sie hat zahlreiche nationale und internationale Kooperationspartner (u. a. das Potsdamer Institut für Klimafolgenforschung, British Council, UN University Tokio-Our World 2.0).
Manuela Kasper-Claridge begründete Partnerschaften mit dem WEF und der Schwab-Stiftung. Sie ist Mitglied des Kuratoriums des ifo Instituts in München und in diversen Jurys (Ernst-Schneider-Preis, Mittelstandspreis u. a.) und leitet Podiumsdiskussionen in deutscher und englischer Sprache.

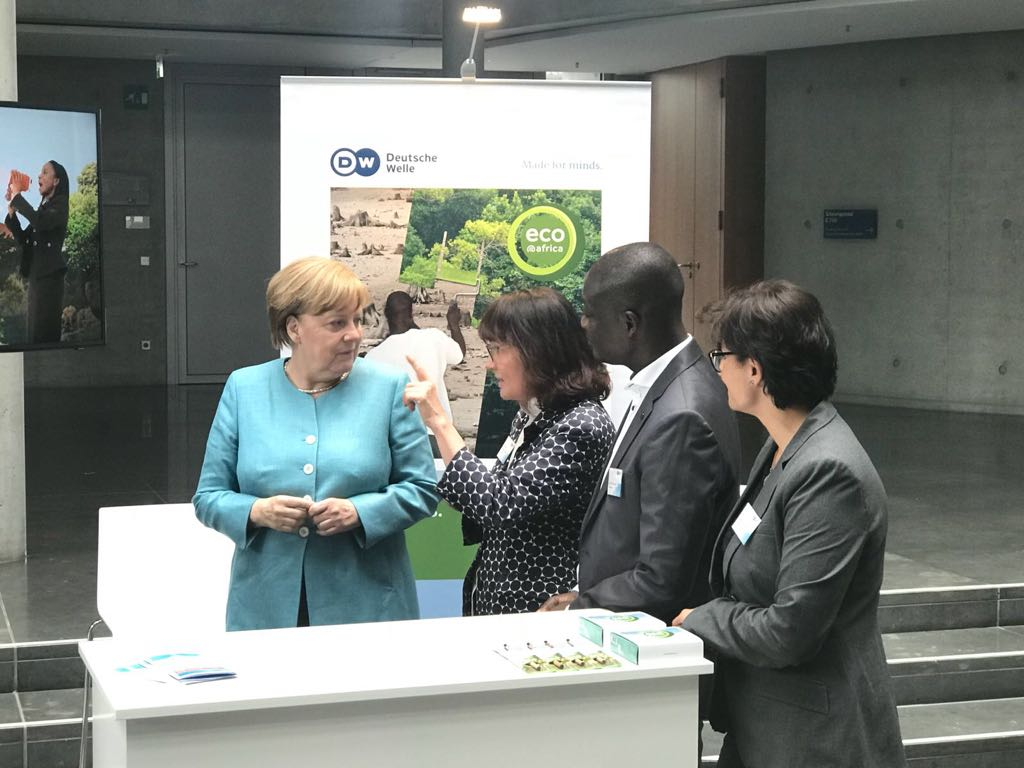
Mit Kanzlerin Angela Merkel bei der Feier zum 65-jährigen Bestehen der DW

Manuela Kasper-Claridge initiierte auch eine Kooperation mit den Lindauer Nobelpreisträgertagungen. Kasper-Claridge führte zahlreiche Exklusivinterviews mit Nobelpreisträgern, darunter Stephen Chu (Physik), Mario Molina (Chemie), Barry Marshall (Medizin) und Alvin Roth (Wirtschaft).
In den letzten Jahren nahm Manuela Kasper-Claridge mehrfach an der Fortune-Konferenz „Most Powerful Women“ teil, bei der in London Frauen in Führungspositionen zusammenkommen – darunter Vertreterinnen aus Wirtschaft, Politik, Medien und Kunst. Seit Juni 2016 ist sie Mitglied im Vorstand der Gesellschaft der Freunde und Förderer des Hamburgischen Weltwirtschaftsinstituts.

## Auszeichnungen
Manuela Kasper-Claridge gewann mit ihren Filmreportagen diverse Preise bei internationalen Veranstaltungen, unter anderem 2015 den UmweltMedienpreis der Deutschen Umwelthilfe in der Kategorie „Online“.
Ausgezeichnet wurden auch u. a. die „Saigas in distress – The mystery of the dead antelopes“ bei den Cannes Corporate Media & TV Awards oder der Beitrag „Passion & Profit – Sounddesigner Kling Klang Klong“ beim Banff World Media Festival 2017.
Beim New York Festival 2018 gewann die Dokumentarfilmserie Founders Valley diverse Preise.